# Holý vrch (národní přírodní památka)
Holý vrch je národní přírodní památka na území obce Střemy v okrese Mělník ve Středočeském kraji. Jde o návrší pískovcových skal s borovým lesem a fragmenty dalších biotopů. Důvodem ochrany je naleziště lýkovce vonného, management území je zaměřen na zachování jeho malé, ale životaschopné populace. Dále zde byly zaznamenány vzácné stepní rostliny (například kavyl). Chráněná fauna má pouze jednoho zástupce – druh bejlomorky. Z pohledu turismu není toto území, které je i s přilehlými lesy ve vlastnictví Jana Dobrzenského z Dobrzenic, příliš atraktivní ani navštěvované.

## Historie
Dříve byla lokalita nejspíše pastvinou. Tomu napovídá název území i výskyt jalovce, typického právě pro pastviny. Územní ochrana začala v roce 1957 (zřízení chráněného naleziště). Statut ochrany byl nadále měněn pouze prostřednictvím hromadných vyhlašovacích předpisů a nedošlo ke změně výměry ani cílů ochrany.

## Přírodní poměry
Chráněná oblast se nachází v katastrálním území obce Střemy, ale nejbližším sídlem je Lhotka. Jižní hranice Chráněné krajinné oblasti Kokořínsko – Máchův kraj je vzdálená od Holého vrchu necelý jeden kilometr severně. Lokalita je plochým návrším ohraničeným dvěma roklemi (Jírův důl a Beránkova rokle), které se na jihu sbíhají a nad nimiž se tyčí pískovcové skalní stěny.

### Geologie
Podkladem jsou kvádrové pískovce z období křídy (svrchní turon). Na většině území je mělká půda s vysokým podílem písku, která nemá výrazně členěný půdní horizont (slabě vyvinutá regozem).

### Flora

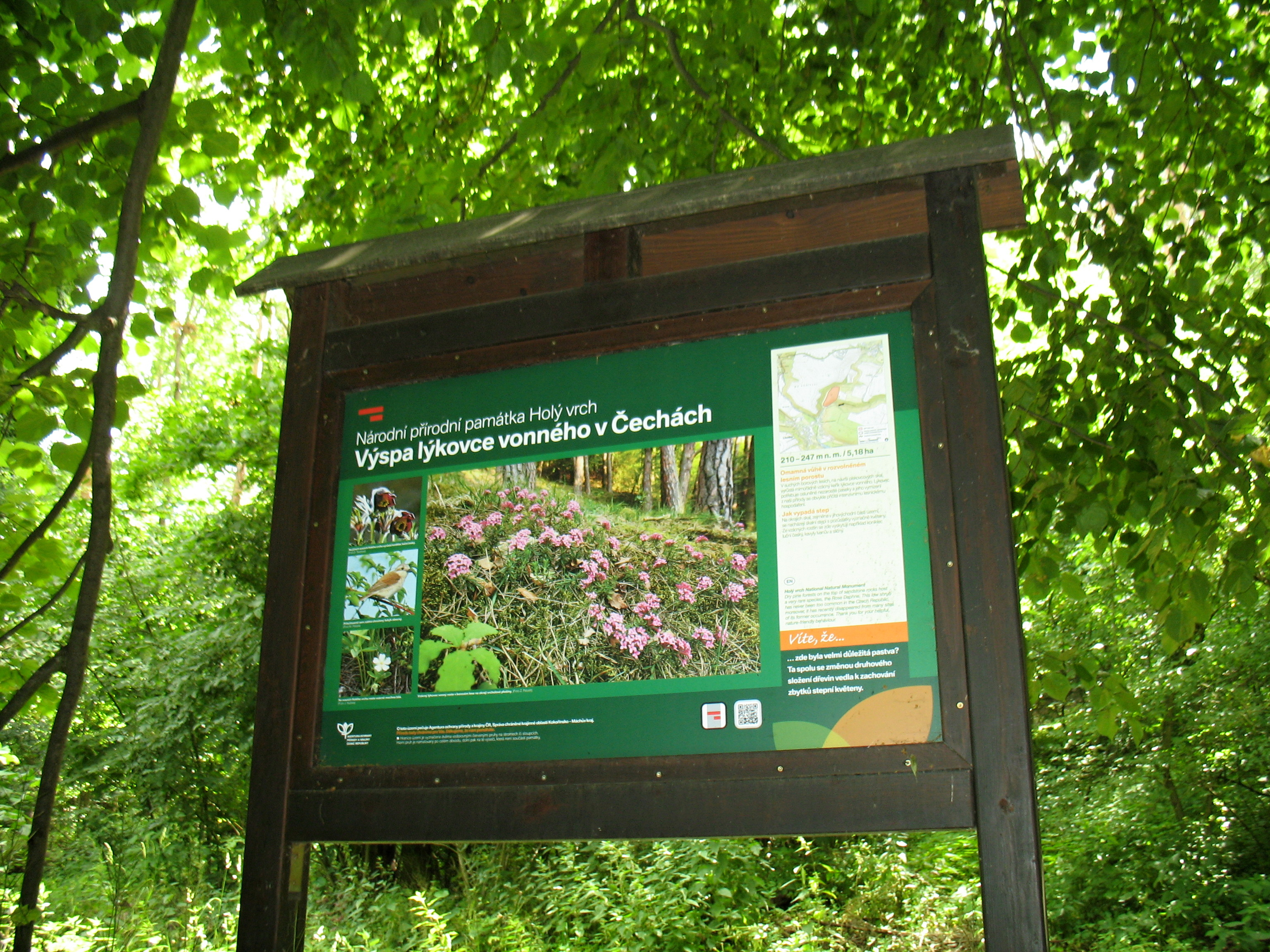
Informace o výskytu lýkovce vonného na Holém vrchu

V současnosti je většina území pokryta lesem, dále jsou tu ostrůvky křovin a otevřených trávníků. V lesních porostech výrazně převažuje borovice lesní (Pinus sylvestris), kterou doplňuje smrk ztepilý (Picea abies). Roztroušeně se vyskytují i další druhy (například bříza, habr, dub, buk a líska). V podrostu se nachází populace kriticky ohroženého lýkovce vonného (Daphne cneorum).
Na skalních výchozech roste vřes obecný (Calluna vulgaris). Na severním svahu dominují roztroušené křoviny a otevřené kostřavové trávníky. Z ohrožených druhů rostlin zde byl zaznamenán například koniklec luční český (Pulsatilla pratensis subsp. bohemica), kavyl Ivanův (Stipa joannis) nebo kavyl sličný (Stipa pulcherrima).

### Fauna
Na území nebyl doposud proveden podrobný průzkum. Jediným zaznamenaným významným druhem je motýl Dasineura daphnes (bez českého jména, rod bejlomorka), který ke svému zdárnému vývoji potřebuje pro lokalitu typický lýkovec vonný. Tento druh je v Červeném seznamu veden jako kriticky ohrožený.
V lokalitě se dále vyskytují pouze běžní ptáci a bezobratlí. Z ptačích druhů byl pozorován například  mlynařík dlouhoocasý (Aegithalos caudatus), brhlík lesní (Sitta europaea), šoupálek krátkoprstý (Certhia brachydactyla) či drozd zpěvný (Turdus philomelos), z bezobratlých pak Brachyderes incanus, brouk z čeledi nosatcovití.

## Ochrana

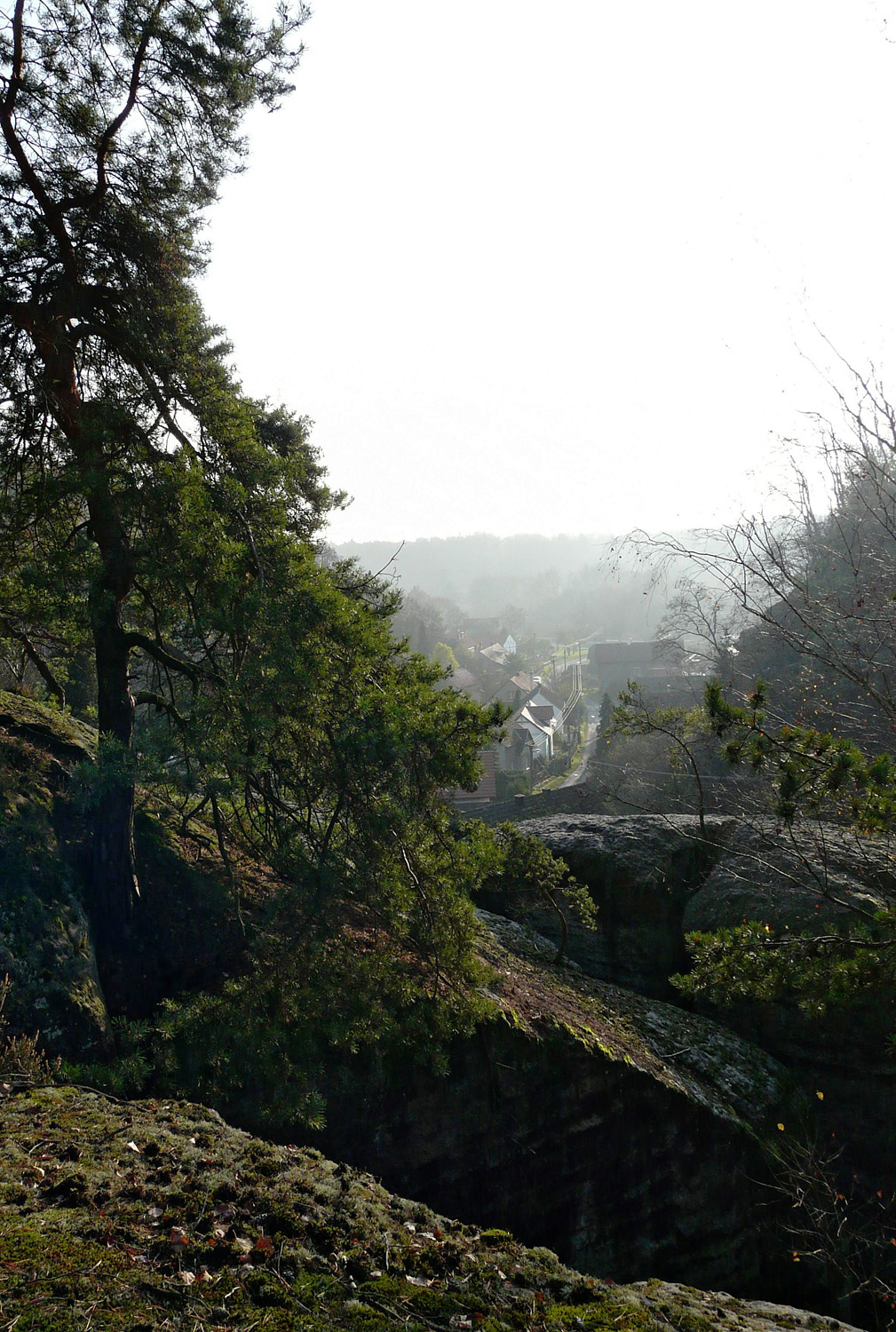
Výhled na obec Lhotka

Ochrana území byla zavedena kvůli populaci lýkovce vonného (Daphne cneorum). Jedná se o jednu z posledních populací v Čechách, při posledním průzkumu[kdy?] čítala asi 50 jedinců schopných reprodukce. Vzhledem k malé ploše, na které se vyskytuje, a jejímu pozvolnému zarůstání je velmi zranitelná. Management chráněného území je na podporu této nepříliš silné populace zaměřen. Lokalita je pravidelně kontrolována. Je nutné udržovat les bez ostružiníku a dalších křovin, ale i bez ostatních překážek bránících lýkovci v růstu (například spadlých stromů). Chráněné území má na starosti Správa Chráněné krajinné oblasti Kokořínsko – Máchův kraj.

## Turismus
Na území nevede žádná turistická značka. Přírodní památka je dobře dostupná z cesty spojující Lhotku a Střemy. Z vrcholků skal na jihu je zajímavý výhled. Asi 250 m od jv. okraje NPP roste dvojice památných borovic černých, výrazná značnou blízkostí obou jedinců.